# Émeraude (fusée)
La VE 121 "Émeraude", aussi désignée plus simplement par Émeraude (initialement Cassiopée), est une fusée expérimentale française, développée par la Société d'étude et de réalisation d'engins balistiques (SEREB) pour le programmes des « Études balistiques de base » (EBB), dits des « Pierres Précieuses ». Elle servit à mettre au point le premier étage de la fusée Diamant, à moteurs à carburant liquide Vexin. Son nom de code VE121 provient de Véhicule Expérimental à 1 étage, à propulsion liquide (code 2), piloté (code 1).

## Histoire
En 1961, la France, précisément, le SEREB, entame le début du projet « Études balistiques de base » (EBB), dits des « Pierres précieuses », consistant à mettre au point le missile S2 et le lanceur Diamant. Le développement industriel est confié aux deux sociétés Nord-Aviation et Sud-Aviation. Entre 1961 et 1965, la France possède toutes les connaissances nécessaires pour la réalisation d’un missile à longue portée ainsi que d’un lanceur de satellite. Plusieurs fusées expérimentales sont conçues permettant de mettre au point séparément un ou plusieurs équipements. La fusée expérimentale VE 121 Émeraude est alors créée, consistant à tester le premier étage Émeraude (le nom de la fusée est celui de l’étage à tester pour le lanceur Diamant), et le moteur-fusée Vexin. Au total, cinq vols ont été effectués. Les trois premiers tirs sont un échec, ce qui remet en cause l’utilisation de l’étage Émeraude sur le lanceur Diamant, mais les deux autres lancements sont une réussite. La fusée est remplacée par la Saphir, une fusée possédant le premier étage Émeraude et le second étage du lanceur Diamant A dénommé Topaze. L’étage est finalement utilisé sur le lanceur.

## Fiabilité
Les trois premiers tirs de la fusée, les 15 juin, 17 juin, puis 20 octobre 1964 furent des échecs, la fusée se brisant chaque fois en vol à cause d'un effet pogo. Ces échecs de l'étage principal du futur lanceur Diamant semèrent le doute, mais les quatrième et cinquième tirs les 27 février et 13 mai 1965 se passèrent bien ; la fusée atteindra 180 kilomètres d'altitude lors de ce dernier tir.

## Caractéristiques techniques
La fusée mesure 17,3 mètres de hauteur pour 1,4 mètre de diamètre et possède 2 étages. Le premier étage, nommé Émeraude, est à ergols liquides (essence de térébenthine et acide nitrique) d’une masse de 12,5 tonnes et est équipé d’un moteur-fusée Vexin, génèrent 280 kN de poussée. Elle possède une impulsion spécifique de 280 secondes et une durée de combustion de 93 secondes. Les dimensions de l’étage sont de 10 mètres pour 1,4 mètre de diamètre. Le deuxième étage simule la charge du VE111L "TOPAZE". La case à équipement (installé pour la première fois pour le Vol N°4, qui est le premier succès de la fusée) possède une centrale inertielle "SAGEM E23" et d'autres équipements de pilotage, de télémesures et de trajectographie. La masse totale de la fusée est de 18 tonnes. L’ogive est équipée de matériels de mesures et de trajectographie.

## Liste des lancements
| Succès | Succès | Succès | Vol n° | Date de lancement (UTC) | Base de lancement         | Notes                                                             |
| ------ | ------ | ------ | ------ | ----------------------- | ------------------------- | ----------------------------------------------------------------- |
|        | ✕      |        | 1      | 15 juin 1964            | Site Brigitte - Hammaguir | Échec : Échec à cause d'un problème de guidage.                   |
|        | ✕      |        | 2      | 17 juin 1964            | Site Brigitte - Hammaguir | Échec : Explosion en vol.                                         |
|        | ✕      |        | 3      | 20 octobre 1964         | Site Brigitte - Hammaguir | Échec : Échec à cause d'un problème de pressurisation des ergols. |
|        | ✓      |        | 4      | 27 février 1965         | Site Brigitte - Hammaguir | Premier succès de la fusée.                                       |
|        | ✓      |        | 5      | 13 mai 1965             | Site Brigitte - Hammaguir | La fusée atteint ~180 km, qualification.                          |